# Sunyaragi

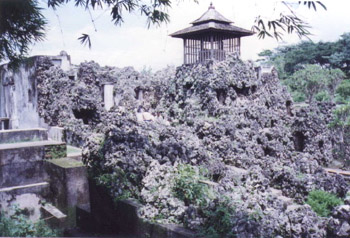
Sunyaragi

Sunyaragi est un lieu de méditation dans la ville de Cirebon en Indonésie, construit au XVIIe siècle par un sultan. Il est situé à environ 4 km du centre ville.
Le nom "Sunyaragi" est une métathèse de sunyi, qui veut dire "silencieux" en javanais, et raga, qui signifie "attirance", "couleur" ou "passion" en sanscrit. "Sunyaragi" veut donc dire "silencieux dans ses passions".
Le lieu consiste en une série de grottes artificielles destinées à la méditation. Deux grottes y ont une importance particulière. L'une est orientée vers la Mecque, puisque les sultans de Cirebon se veulent descendants de Sunan Gunung Jati, un des Wali Sanga, les neuf propagateurs de l'islam à Java selon la tradition. L'autre est orientée vers la Chine, puisque la tradition veut aussi que Gunung Jati fût chinois.